# Matt Berry
Matthew Charles Berry (Bromham, Bedfordshire,  2 de mayo de 1974), más conocido como Matt Berry, es un actor, comediante, escritor y músico británico, famoso por su papel principal como Steven Toast en la comedia británica de Channel 4 Toast of London,como Douglas Reynholm en The IT Crowd y como el vampiro Laszlo Cravensworth en What We Do in the Shadows. Ha tenido otros roles destacados en Garth Marenghi's Darkplace, The Mighty Boosh, Snuff Box, The Wrong Door y House of Fools.
En 2015, ganó un premio BAFTA a la mejor interpretación masculina por protagonizar Toast of London.

## Biografía
Sus padres son Pauline Acreman y Charles Berry y tiene una hermana mayor, Johanna. Asistió a la Universidad de Nottingham Trent, donde recibió una licenciatura en Artes Contemporáneas en 1997.

## Trayectoria
Comenzó su carrera como corredor antes de aparecer en el programa de videojuegos Game Over (también llamado Game World), del canal informático y tecnológico .tv, de la plataforma Sky, entre 1998 y 1999. 
El primer papel destacado de Berry en la televisión fue el de Todd Rivers / Dr. Lucien Sánchez en la comedia de 2004 Garth Marenghi's Darkplace y el spin-off Man to Man with Dean Learner en 2006. Más tarde apareció como el excéntrico y siniestro magnate y explorador Dixon Bainbridge en The Mighty Boosh.

### Música
Compuso toda la música para Snuff Box y Toast of London, así como la música para AD / BC: A Rock Opera, que coescribió con Richard Ayoade. AD / BC es una parodia de media hora de musicales exagerados en general y Jesucristo Superstar en particular, contando la historia del posadero que permitió que María, José y el niño Jesús durmieran en su pesebre. AD / BC se emitió en diciembre de 2004 y contó con las estrellas de Fulcher y Mighty Boosh Julian Barratt y Noel Fielding. 
Escribió la música para la comedia Saxondale, de Steve Coogan, emitida en BBC 2, y apareció en el primer y tercer episodio de la segunda temporada de la serie.
Ha publicado once álbumes de estudio, los primeros dos autoeditados: Jackpot (1995) y Opium (2008); y los restantes a través de Acid Jazz Records: Witchazel (2011), Kill the Wolf (2013), Music for Insomniacs (2014), Matt Berry and the Maypoles Live (2015), The Small Hours (2016), Night Terrors (2017), Television Themes (2018), Phantom Birds (2020) y The Blue Elephant (2021).

## Filmografía

### Cine
| Año  | Título                                  | Papel                   | Director                        | Notas        |
| ---- | --------------------------------------- | ----------------------- | ------------------------------- | ------------ |
| 2007 | The Devil's Chair                       | Brett Wilson            | Adam Mason                      |              |
| 2009 | Moon                                    | Overmeyers              | Duncan Jones                    |              |
| 2009 | The Search                              | Bootland                | Mark Buchanan                   | Cortometraje |
| 2009 | A Bit of Tom Jones?                     | Philip da Purve         | Peter Watkins-Hughes            |              |
| 2010 | Huge                                    | Creativo                | Ben Miller                      |              |
| 2010 | Braincell                               | Neil Balsam             | Alex Birrell                    |              |
| 2011 | One Day                                 | Aaron                   | Lone Scherfig                   |              |
| 2011 | Angry White Man                         | Bulldog Hayes           | Brian O'Connell                 |              |
| 2012 | Snow White and the Huntsman             | Percy                   | Rupert Sanders                  |              |
| 2012 | The Wedding Video                       | Roger                   | Nigel Cole                      |              |
| 2013 | Svengali                                | Jeremy Braines          | John Hardwick                   |              |
| 2014 | Astérix y Obélix: mansión de los dioses | Abraracúrcix            | Alexandre Astier y Louis Clichy | Voz; doblaje |
| 2015 | Bob Esponja: Un héroe fuera del agua    | Burbujas el delfín      | Mike Mitchell y Paul Tibbitt    | Voz          |
| 2015 | Swansong                                | Toby Taylor             | Douglas Ray                     |              |
| 2018 | An Evening with Beverly Luff Linn       | Rodney von Donkensteige | Jim Hosking                     |              |
| 2018 | Christopher Robin                       | Agente de policía       | Marc Forster                    |              |
| 2020 | Bob Esponja: Al Rescate                 | Poseidón                | Tim Hill                        |              |
| 2023 | The Inventor                            | El Papa                 | Jim Capobianco                  |              |
| 2024 | Robot salvaje                           | Paddler                 | Chris Sanders                   |              |

### Televisión
| Año     | Título                        | Papel                                  | Notas                             |
| ------- | ----------------------------- | -------------------------------------- | --------------------------------- |
| 2004    | Garth Marenghi's Darkplace    | Todd Rivers / Dr. Lucien Sánchez       | 6 episodios                       |
| 2004    | The Mighty Boosh              | Dixon Bainbridge                       | 4 episodios                       |
| 2004    | AD/BC: A Rock Opera           | Posadero / Tim Wynde                   | Especial de televisión; guionista |
| 2006–13 | The IT Crowd                  | Douglas Reynholm Voces (no acreditado) | 17 episodios                      |
| 2006    | Snuff Box                     | Matt / Varios personajes               | 6 episodios; guionista            |
| 2006    | Man to Man with Dean Learner  | Varios personajes                      | 5 episodios                       |
| 2006    | Saxondale                     | Geoff                                  | 2 episodios                       |
| 2007    | The Peter Serafinowicz Show   | Varios personajes                      | 2 episodios                       |
| 2008    | The Wrong Door                | Varios personajes                      | 3 episodios; guionista            |
| 2008–09 | The Sarah Silverman Program   | Sir Corin Ashley/Owl                   | 2 episodios                       |
| 2010    | The Suits                     | Voz                                    | 1 episodio                        |
| 2010    | Five Daughters                | Periodista del Mirror                  | 1 episodio                        |
| 2011    | Duckworth                     | Turk Cinnamon                          | Episodio: "Piloto"                |
| 2011    | Aqua Teen Hunger Force        | Allen (voz)                            | Episodio: "Allen"                 |
| 2011    | Shooting Stars                | Vangelis                               | 1 episodio                        |
| 2012–15 | Toast of London               | Steven Toast                           | 19 episodios; guionista           |
| 2013    | Portlandia                    | Squiggleman                            | Episodio: "Squiggleman"           |
| 2013    | It's Kevin                    | Sex Pistol                             | 1 episodio                        |
| 2014    | Lucas Bros. Moving Co.        | OG Sherlock Kush (voz)                 | Episodio: "Tales from the Hoodie" |
| 2014–15 | House of Fools                | Beef                                   | 13 episodios                      |
| 2015    | Community                     | Profesor Roger DeSalvo                 | Episodio: "Grifting 101"          |
| 2015    | Major Lazer                   | Profesor Teacher (voz)                 | 2 episodios                       |
| 2015    | Harvey Beaks                  | Doctor Roberts (voz)                   | 2 episodios                       |
| 2016    | Morgana Robinson's The Agency | Tony                                   | 1 episodio                        |
| 2018    | (Des)encanto                  | Príncipe Merkimer (voz)                | 20 episodios                      |
| 2018    | Year of the Rabbit            | Inspector Rabbitt                      | 6 episodios                       |
| 2019    | Moominvalley                  | Moominpappa (voz)                      | 26 episodios                      |
| 2019    | What We Do in the Shadows     | Laszlo Cravensworth                    | 20 episodios                      |
| 2021-?  | El libro de Boba Fett         | 8D8                                    | ¿? episodios                      |